# 原大湖蠶業改良場建築群
24°26′07″N 120°38′49″E / 24.4352°N 120.6470°E
原大湖蠶業改良場建築群是位於中華民國苗栗縣大湖鄉的歷史建築，原為建於1936年的「農林省蠶業試驗場臺灣飼育所」，於民國106年（2017年）8月7日公告為苗栗縣歷史建築，目前由「農業部苗栗區農業改良場生物防治研究中心」使用，展示生物防治相關研究成果。

## 沿革

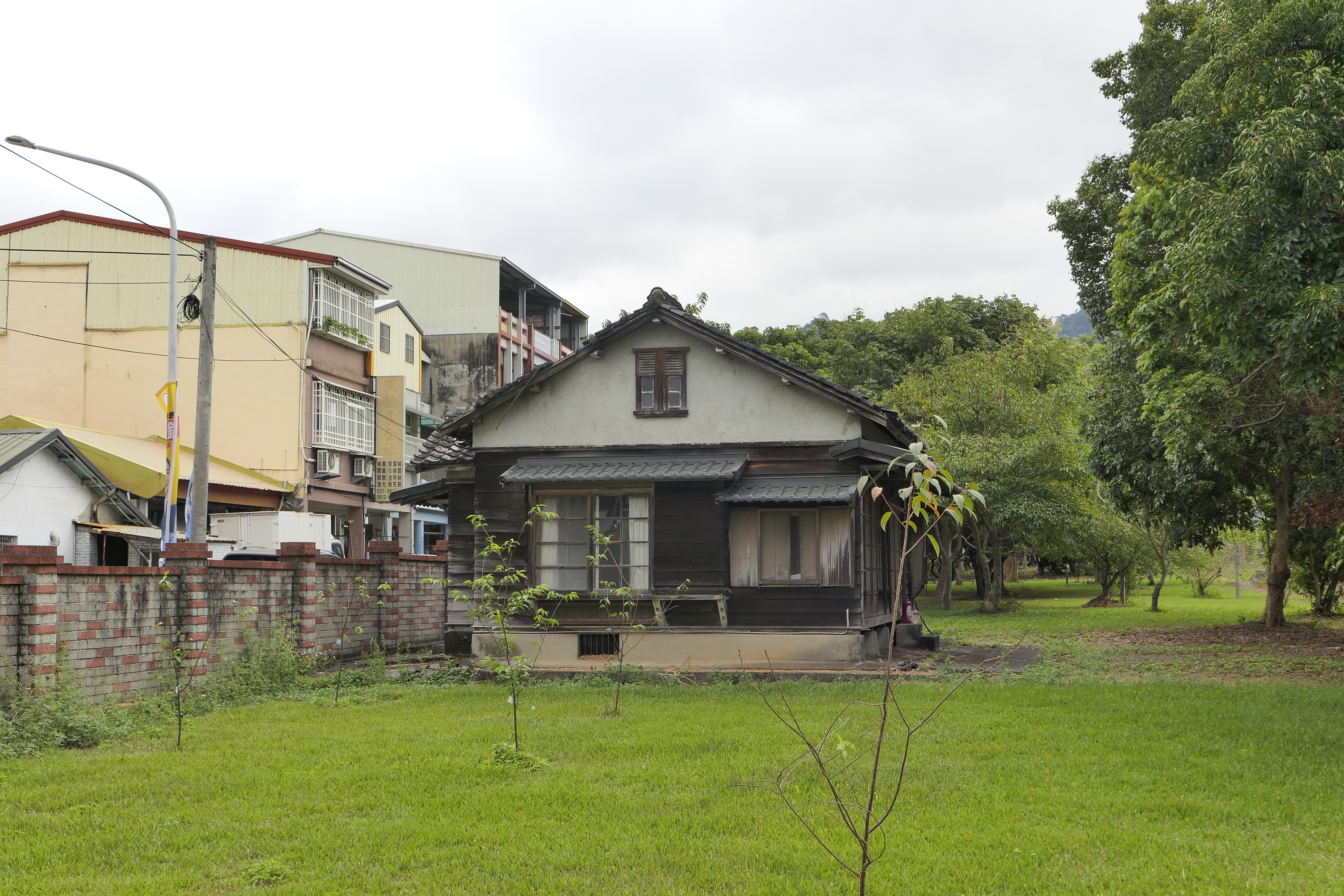
日式木造建築

臺灣當地自明鄭時期即由中國傳入養蠶，但由於種稻的獲利較豐厚，加上衣物多從外地輸入，養蠶業未有發展，直到劉銘傳設立撫墾局，才有推行養蠶業發展。臺灣至日治時期，日本將臺灣納入自身的蠶業發展體系，並於1913年在臺北廳成立「臺灣總督府養蠶所」，日本內地的相關業者也在之後來臺生產蠶種，以帶回日本製造絲綢，因此引起各方注意到臺灣的養蠶業。臺灣的養蠶優勢在於蠶病稀少、桑葉可全年生長；新竹州因可耕地較少，蠶業因而較興盛，發展成為了臺灣蠶業重鎮。
另一方面，日本在1914年６月17日成立「國立蠶業試驗場」，本場位在東京市，下轄綾部、前橋、福島、松本、一宮、熊本支場，負責日本內地的蠶絲業調查試驗、蠶繭供給、桑樹栽培等事務；關東大地震在1923年9月發生後，因財政緊縮支考量，因此在1924年12月20日將蠶業試驗場的規模縮編，把福島、松本、熊本支場改為出張所，廢止綾部、前橋、一宮支場，改為綾部飼育所及前橋、一宮桑園。1925年4月1日，農林省成立，蠶業試驗場改隸其下，而後於1931年12月2日設立綾部、小淵澤、沖繩飼育所。之後，隨著人造絲的崛起，各國蠶絲出口競爭激烈，日本當局為了加強蠶絲的品質管控，因此在1934年３月28日公告《原蠶種管理法》，將蠶種納入國家管制，由國家負責原蠶種的生產、配布，民間不得用雜交的普通蠶種製造蠶絲，而蠶種須經申請才可輸出入。在此背景下，蠶業試驗場因蠶種製造需求，在1934年12月1日增設臺灣飼育所、宮崎支場、明石支場、福島支場新庄出張所、福島支場飯坂出張所。
為了蠶試場臺灣飼育所的設立，蠶試場及農林省營繕課技師在1934年10月1日即來到新竹州大湖郡大湖庄勘查土地；臺灣飼育所的相關設施完工後，於1936年12月5日舉行開所式。此外，在新竹州各地也有其他的蠶業試驗機構，例如長野縣蠶業試驗場臺灣分室（在三灣庄）、朝鮮總督府農事試驗場分場（在竹東街）。
二戰後，蠶室場臺灣飼育所改為「臺灣行政長官公署農林處大湖指導所」，在1949年成立「臺灣省政府農林廳蠶業改良場大湖分場」，在1989年改為「蠶蜂業改良場大湖繁殖場」，在1997年改為「苗栗區農業改良場天敵繁殖工作站」，在1999年改為「天敵繁殖分場」，從事天敵昆蟲之飼育繁殖與研究。

## 建築
原大湖蠶業改良場建築群包含：蠶室（招待所）1幢、養蠶室（倉庫）3棟、雙拼宿舍1幢、日式木造建築2幢，而蠶室和養蠶室皆具日式黑瓦、切妻造屋頂、檜木雨淋板。區內建築原構件比例仍相當高，全區域保存狀態良好。